# Albert Mosséri
Albert Mosséri (Il Cairo, marzo 1925 – Romilly-sur-Seine, 10 febbraio 2013) è stato un medico francese, sostenitore dell'igiene naturale, della dieta crudista e della digiunoterapia, autore di numerosi libri su questi argomenti.
Albert Mosséri pensa che il 99,9% dei farmaci sia inutile e spesso dannoso, tranne in rarissimi casi gravi.

## Biografia
Albert Mosséri ha vissuto la prima parte della sua vita a Il Cairo dove, poco più che ventenne, inizia a interessarsi di igienismo, ma inizialmente si dedica in particolare alla naturopatia che poi abbandonerà in quanto, racconta Mosséri, si poneva a metà strada fra igienismo e medicina. Essendo poliglotta, legge molti libri di versi autori di igiene naturale e naturopatia, nelle loro lingue originali; lui stesso già all'età di 20-24 anni ne pubblica alcuni. A causa delle condizioni poco favorevoli in Egitto, negli anni '60 lascia Il Cairo per stabilirsi in Francia, dove diffonde l'igienismo, facendo conoscere, tra gli altri, autori americani quali come Herbert Shelton, John Henry Tilden e Charles Leslie Thompson. Lo stesso Mosséri in un'intervista racconta:

## Regime dietetico proposto da Mosséri
In pratica, la dieta proposta da Mosséri si rifà inizialmente pari pari a quella sheltoniana In seguito, durante il suo lungo percorso formativo igienico, dimuinirà drasticamente l'eccessivo consumo giornaliero di noci (mediamente 120-200 grammi proposto da Shelton) a circa 20-30 grammi. Questo limitato consumo di noci, rileva Mosséri, è dovuto al fatto che le noci sono indigeste se mangiate in abbondanza, causando imputridimento e gas intestinali.

## Opere
- 1951. Come guarire il reffreddore, questo sconosciuto. La nuova scienza dell'igiene naturale e le sue leggi (Comment guérir le rhume, cet inconnu. La nouvelle science de l'hygiène naturiste et ses lois)
- 1954. Igienismo. La salute dal cibo. Ortotropia (Hygiénisme. La santé par la nourriture. Orthotropie).
- 1955. Come curare, senza operararsi, ernia, emorroidi, (Comment soigner sans opération hernie, hémorroïdes, ptoses, varices, déplacements de la matrice, déviations utérines) - in base al lavoro di Herbet M. Shelton e altri specialisti.
- 1957. La Science de la santé. Le Système hygiéniste et les lois de la vie (in base al lavoro di Herbet M. Shelton)
- 1958. Comment guérir le rhume cet inconnu suivi de la constipation, l'appendicité et le diabète
- 1960. La santé par la nourriture
- 1962. L'Art de se nourrir pour se fortifier (in base al lavoro di Herbet M. Shelton e J. C. Thomson) 3ª edizione
- 1976. La nourriture idéale et les combinaisons simplifiées. L'hygiènisme en pratique
- 1980. Jeuner pour revivre
- 1987. Vivre sans sida le goulag du sida
- 1987. Le goulag du sida. Symptomes-cause... Medical/traitment Natural/histoires de guerisons vecues.
- 1989. Sante radieuse par le jeune
- 1989. L'homme, le singe et le paradis
- 1994. Confiez votre santé à la nature
- 1995. L'hygiénisme : Disciplines de la santé naturelle
- 1998. Les Supercheries de la Medecine
- 2001. La nutrition hygiéniste
- 2003. L'antimédecine

Ha collaborato inoltre con Herbert Shelton, Eliezer Goldenberg, Albert Guerard, Charles Leslie Thomson, A. Hernot, Gérard Nizet, Georges Wyckaert e André Passebecq.